# Handbollsklister

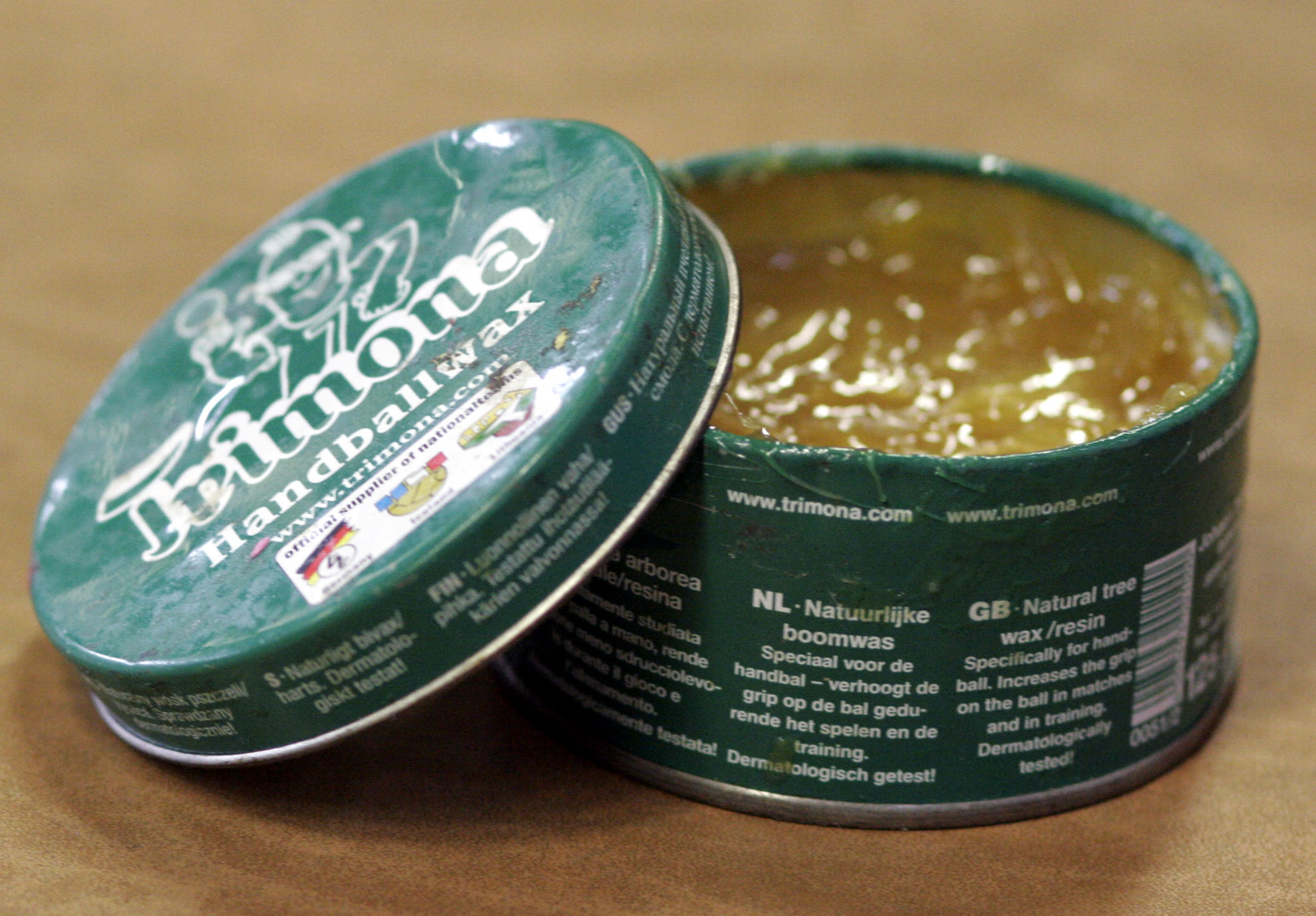
Burk med handbollsvax.

Handbollsklister används av handbollsspelare på fingrarna för att få bättre grepp om bollen. 

## Typer av klister
Det finns tre olika typer av medel: 
- Klister som köps på burk eller tub.
- Vax som köps på burk och ibland består av bivax.
- Sprayklister som appliceras på fingrarna med en sprayflaska.

## Regler och användande
I Sverige får spelare använda klister från 15 års ålder och uppåt. Svenska Handbollförbundet har beslutat att från och med säsongen 2008/2009 ska spelarna i A-ungdomsklassen (16 års ålder) använda vax.
Handbollsklister förbättrar greppförmågan och tillåter därmed hårdare skott och ett snabbare passningsspel. Det fanns tidigare en trend hos spelare att sätta en tejpbit på exempelvis hälen av skon och där fördela klister för enklare användning. Detta är något som förbjudits i svensk handboll och sker idag i mycket liten utsträckning.

## Problem
Ett upplevt problem med klistret är att det av och till fastnar på golv och annan utrustning på och runt planen. Av den anledningen har de flesta hallar upprättat klisterförbud enligt SHF:s rekommendationer. Vax är dock tillåtet

### Påstådd skaderisk
Det finns en påstådd skaderisk med klister på golvet. Risken ska då vara att spelare fastnar i klistret när de tränar i en hall med "klisterfläckar". I mars 2010 stämde en kvinna IFK Nyköping på drygt 115 000 kronor. Anledningen skulle vara att hennes korsband slets av under en innebandyträning 2007 då hennes knä vreds efter att ha fastnat i en "klisterfläck". Det framgår inte i artikeln hur domen sedan föll.